# Stictocardia neglecta
Stictocardia neglecta är en vindeväxtart som beskrevs av V. Ooststr. Stictocardia neglecta ingår i släktet Stictocardia och familjen vindeväxter. Inga underarter finns listade i Catalogue of Life.